# 名古屋市電大江線
大江線（おおえせん）は、かつて愛知県名古屋市に存在した、名古屋市電の路線（路面電車）の一つである。同市南区の内田橋停留場から港区の昭和町停留場までを結んでいた。

## 歴史
名古屋電気鉄道市内線の市営化後、名古屋市は同社の保有した特許線をベースとした「第1期建設改良工事」を実施し、路線網を拡張した。市はそれに続く新規路線として約58kmに及ぶ軌道敷設特許を取得し、更なる拡張に意欲を示したものの、資金不足により「第2期建設改良工事」と称した建設計画は1930年度で打ち切られ、大半が未開業線として先送りされることになった。大江線もその未開業線の中の一つである。
戦時体制移行後、名古屋市電では名古屋港東岸（東臨港）の軍需工場地帯への輸送路の確保を模索しており、その第一弾として、五号地（現・築地東埠頭）を終点とする東築地線を南陽通へ移設する工事を1940年（昭和15年）に実施した。これが大江線最初の開業区間である。
六号地（現・大江埠頭）への延伸は「南部循環線建設工事計画」の一部として計画された。山崎川を渡る東橋の建設では資材不足を補うため、全国各地から収集した鉄道省払い下げの橋梁材を使用している。また、終点付近で名鉄築港線と平面交差しているが、築港線と電圧が異なるため、市電唯一のデッドセクションが設けられた。こうして東臨港へのアクセスルートは大江線の延長改良と東臨港線の建設により確保されたが、戦時中は昭和東南海地震や空襲による被害が相次いだ。
戦後も大江線は東臨港線などとともに東臨港の工業地帯への足として利用され、七号地（現・昭和埠頭）への延伸も行われた。1961年（昭和36年）12月1日に開通した開橋 - 昭和町間（445m）は名古屋市電最後の開通区間である。一方で大江線は循環東線などと共に最後まで残った市電路線でもあった（ただし全廃日まで残ったのは末端部のみで、内田橋 - 大江間は地下鉄4号線（現・名城線）への人員配置転換のため、全廃43日前に廃止された）。

### 年表
特記なき項は『日本鉄道旅行地図帳』7号を典拠とする。
- 1940年（昭和15年）5月28日 - 内田橋・南陽通八丁目間開通。
- 1941年（昭和16年）5月1日 - 南陽通八丁目付近の軌道を移設し東橋（後の竜宮町）まで延伸。
- 1943年（昭和18年）6月 - 愛知県生産増強委員会が南部循環線計画を全会一致で可決[11]。
- 1944年（昭和19年）
  - 7月31日 - 東橋・六号地（後の大江町）間開通。
  - 12月7日 - 昭和東南海地震により内田橋・東橋間の道路、レールなど地盤沈下。数日後復旧[11]。
- 1945年（昭和20年）5月17日 - 空襲により内田橋焼失。8月2日復旧[3]。
- 1957年（昭和32年）8月1日 - 六号地・開橋間開業。
- 1961年（昭和36年）12月1日 - 開橋・昭和町間開業。
- 1974年（昭和49年）
  - 2月16日 - 内田橋・大江町間廃止。
  - 3月31日 - 大江町・昭和町間廃止。

## 停留場
| 停留場名     | 読み                       | キロ程 | 接続路線                                          |
| ------------ | -------------------------- | ------ | ------------------------------------------------- |
| 内田橋       | うちだばし                 | 0.0    | 名古屋市電：熱田線                                |
| 南陽通二丁目 | なんようどおりにちょうめ   | 0.6    |                                                   |
| 南陽通四丁目 | なんようどおりよんちょうめ | 1.5    |                                                   |
| 南陽通六丁目 | なんようどおりろくちょうめ | 2.1    |                                                   |
| 竜宮町       | りゅうぐうちょう           | 2.6    |                                                   |
| 東橋         | あずまばし                 | 2.9    |                                                   |
| 大江町       | おおえちょう               | 3.3    | 名古屋市電：東臨港線 名鉄：築港線（東名古屋港駅） |
| 開橋         | ひらきばし                 | 3.7    |                                                   |
| 昭和町       | しょうわちょう             | 4.1    |                                                   |